# Robert Gore
Robert Gore (Condado de Wexford, Irlanda, 1810 - Montevideo, 4 de agosto de 1854) fue un marino británico que representó a su país en el Uruguay y la Argentina en los últimos años de la época de Juan Manuel de Rosas.

## Biografía
Ingresó a la Real Armada en septiembre de 1823, navegando por distintos mares del mundo durante años. Su bautismo de fuego ocurrió contra piratas malayos, por lo que fue premiado con una espada de honor por los comerciantes británicos de Bombay.
El 9 de mayo de 1839, Gore fue promovido al grado de comandante, y puesto al mando de la Serpent, que servía en la estación naval del oeste de India.
En esa época sostuvo una activa campaña contra la esclavitud y los monopolios, y también a favor de la igualdad social y política de Irlanda. Regresó a Irlanda en 1841.
El 23 de octubre de 1846 fue nombrado Encargado de Negocios en la ciudad de Montevideo, que llevaba tres años sitiada por las fuerzas de Juan Manuel de Rosas y Manuel Oribe, en la llamada Guerra Grande del Uruguay. Simultáneamente, el Río de la Plata estaba bloqueado por las flotas británica y francesa desde dos años antes.
En marzo de 1848 logró importantes avances en las negociaciones para levantar el bloqueo el Río de la Plata, pero terminó por rechazar las condiciones impuestas por Rosas. El diferendo sería solucionado al año siguiente, con la firma del Tratado Arana – Southern.
El 29 de agosto de 1851, Rosas lo reconoció como Encargado de Negocios británico en Buenos Aires. Pocos meses más tarde, cuando Rosas fue derrotado en la batalla de Caseros, se refugió en la legación británica de Buenos Aires. Gore lo encontró durmiendo en su cama en la mañana del día siguiente de la batalla, y –de acuerdo con el capitán de la nave– lo condujo hasta el Locust, buque británico que lo llevaría al exilio en Gran Bretaña. Ciertos comerciantes británicos de Buenos Aires, mal avenidos con Gore, lo acusaron de haber salvado la vida de Rosas a cambio de un soborno.
En enero del año siguiente, durante el sitio impuesto a la ciudad de Buenos Aires por Hilario Lagos, Gore acusó al gobierno de distribuir armas entre los residentes británicos, algo expresamente prohibido por los tratados de paz vigentes entre ambas naciones. En respuesta, fue expulsado de la ciudad.
Regresó a Montevideo, desde donde viajó a la provincia de Entre Ríos, donde se entrevistó con el gobernador –y próximo presidente– Justo José de Urquiza, quien le contó de sus planes de liberar la navegación de los ríos interiores del país de toda traba legal, y desarrollar la región a través de la inmigración "sajona", es decir, angloparlante.
Falleció en Montevideo en agosto de 1854.